# ЗМІ у Сімпсонах
У світі анімаційного серіалу «Сімпсони» існують різні види засобів масової інформації. Деякі з них вигадані, інші є пародією на існуючі в США.

## Телебачення

### 6 канал
Його позивні KBBL-TV або KBBL-DT в останніх епізодах. Це вигаданий телевізійний канал Спрінгфілда, що транслює тільки шоу Кента Брокмана, клоуна Красті і «Чух і Сверблячка». Їх слоган: «Ми — 6-й канал, просто дивись нас зараз!» (англ. «We're Channel 6, Just Catch Us Now») — Пародія на слоган NBC періоду 1982—1983 «We're NBC Just Watch Us Now». KBBL-DT є місцевою філією телевізійної мережі FOX. Його логотип — червона шестірка з жовтим колом і чорним кордоном всередині
Транслюється 6 канал у студії «Крастілу», що знаходиться у південному Спрингфілді. Канал засновано більш як 20 років тому, адже Кент Брокман веде новини цього каналу ще з 1970-х років. У Спрингфілді 6 канал має високу популярність, але поза містом цей канал майже не дивляться. У соціальному пакету, 6 канал стоїть на 3-ій програмі.
Телеканал повністю необмежений цензурою, і тому на ньому транслюються передачі будь-якого змісту, та вживається ненормативна лексика. Через повну безцензурність на телеканал подавали у суд чимало разів, найголовніші судові позови були за участю Фландерса, який почув лайливе слово від Кента Брокмана, а також кампанія Мардж Сімпсон проти показу насильницького мультика Шоу Чуха і Сверблячки. У 6 каналу є офіційний сайт, на якому часто показується порнографія і лише іноді новини.
Телеканал доволі добре фінансується: на базі студії є 3 вертольоти (які зазвичай водить Арні Пай), а також досить великий автопарк. Хоча за умови кризи у Спрингфілді усе це обладнання не працює.
Штаб робітників 6 каналу доволі великий — головний ведучий новин на 6 каналі Кент Брокман; підміняючий його Скотт Крістіан, Джоуі Брокман — племінник Кента, працює оператором та друкує текст, який має читати Кент; Арні Пай — водій вертольота, Ліндсі Нейджл — телекритик, займається рейтингами каналу, Деклан Дезмонд — документаліст, працює на 6 каналі шоу-меном, на 6 каналі регулярно можна побачити Бджоловіка, який іноді там працює (хоча по більшості він виступає на Каналі 8), Писклявий студент — часто працює на різних роботах по студії, а також клоун Красті, Мел та інші. Загалом штат налічує приблизно 160 чоловік.
Також по 6 каналу йдуть пізнавальні географічні програми, невдалий ситком за участю Красті і зовсім непопулярне шоу «Незручний диван Красті». По вихідних демонструються повтори детективів 1970-х—1980-х років або бойовики, які дуже подобаються Гомерові. У програмі каналу також є багатосерійні серіали «Тельма і Луіза», «Корабель кохання», «Новий Корабель кохання», «Щасливі разом» (російська версія), «Санта Барбара» та інші. Деякі з цих серіалів повторно йдуть і на Каналі 8 (іспанськомовний канал Очо). Вночі зазвичай крутять повтори та порнографію. Канал відключається о 03:19 ночі (серія «Містер Плуг»).

### FOX
FOX — реальна телекомпанія, що дуже часто з'являється у серіалі «Сімпсони». У серіалі, ні емблема, ні слоган FOX не змінюється.
Як і у реальності, на каналі FOX у Сімпсонах транслюються усі сучасні серіали: «Футурама», «Одружені з дітьми» та інші відомі американські серіали, які охоче дивляться у спрингфілді.
У серіалі FOX постійно виглядає надзвичайно пафосно — в'їзд компанії у Спрингфілд на американських камеонах , постійна увага місцевих ЗМІ та преси, а також інтерв'ю з представниками телекомпанії, які потім висміюються на 6 каналі. В українському перекладі назву «Fox» вирішено замінити на назву українського музичного телеканалу М1, по якому в Україні транслювали «Сімпсони».
Телеканал у серіалі дуже часто стає об'єктом численних глузувань та насмішок, автопоїзди з працівниками закидують камінням (серія «Є дещо про весілля», сезон 14) а Гомер мотивує свій кидок як «Брехливі у вас, хлопці новини», після чого розбиває скло автомашини. Також у серіалі є глузування навіть з музики кінокомпанії «20th Century Fox» — наприклад Ральф у повнометражному фільмі кумедно підспівує під стартову музику кінокомпанії на самому початку фільму.

### Channel Ocho
Channel Ocho (укр. Канал Очо) — телеканал, який має теж достатньо глядачів у Спрингфілді, проте значно менший інтерес, ніж 6 канал. Він є пародією на Мексиканське телебачення.
Цей телеканал іспаномовний, і зазвичай не має дубляжу на англійську, але український варіант перекладу робить деякі дубляжі. У основі каналу транслюються іспанські серіали, характерні романтикою та майже нецікавими для сучасного покоління передачами, хоча у родині Сімпсонів Ліса та Мардж охоче дивляться ці серіали (Ліса перекладає Мардж). Також на каналі регулярно транслюється «Санта Барбара», «Латинський коханець» та інші багатосерійні серіали (їх охоче дивляться Паті і Сельма).
Також є популярними шоу комічного актора Бджоловіка, який є справжньою зіркою цього каналу. Бджоловік регулярно розповідає
сторінки зі своєї біографії (що він, наприклад тільки 3 роки тому вивчив іспанську і йому насправді 45, а не 37 років та він ексгібіціоніст). Інші шоу за участю Бджоловіка це короткометражки іспанською мовою, де він ходить збирати квіти, цілується з конем, відбиває неймовірно великий бейсбольний м'яч, підглядає за жінками на нудистському пляжі тощо (серія «22 маленькі історії про Спрингфілд»).
На Channel Ocho також транслюються бейсбольні та футбольні матчі, які зазвичай коментує теж Бджоловік.

## Телепередачі

### Новини з Кентом Брокманом
Найпопулярніша з передач на 6 каналі — новини з Кентом Брокманом, що стосуються усіх світових подій. Найраніше, програма виходить о 5 годині ранку, і носить назву «Новини для тих, кому не на роботу» (з'являється з 84 випуску комікса), і подається свіжий випуск новин кожні три години. Більшість випусків вдень стосуються міста Спрингфілд. Кент Брокман у випусках новин не завжди у студії, іноді він на вертольоті, або навіть спускається з нього по мотузці до подій (серія «Гомер без Мардж»). Окрім цього, Кент Брокман веде передачу «Око на Спрингфілд», де розповідаються Спрингфілдські новини та дебати між людьми, а також шоу «Три Копійки», подібно до шоу «П'ять копійок». На передачах Кента не усе ідеально, бо колеги Кента часто підсовують йому образливий текст, який він має читати, або дають смішні адреси сайтів.
Декілька разів, під час провалів, Кент вів прогноз погоди на 6 каналі разом зі своєю дружиною Стефані, а новини тоді вели Арні Пай та Скотт Крістіан. Інколи у новинах 6 каналу викриваються подробиці особистого життя персонажів, через що на канал доволі часто скаржаться, а то й подають у суд.

### Шоу Красті
Також доволі популярним на 6 каналі є Шоу Красті, що показується кожен день о 3 та 7 годині вечора. Головними учасниками шоу є Красті та Третій номер Мел, які розважають місцеву публіку, показуючи декораціями та акторськими іграми: де Красті є покупцем, клієнтом ресторану, злодієм, а Мел грає роль рятувальника, хоч часто виконує зовсім непристойні ролі офіціантки, повії, простої дівчини тощо. Незамінним атрибутом передачі є показ відомого насильницького мультику Чух і Сверблячка, де миша з особливою жостокістю калічить та вбиває кота. Шоу іноді перериваються у найнезручніший момент, коли Красті закидують помідорами, або коли Ліндсі Нейджл виходить та каже про зниження рейтингів. Рейтинг популярності шоу Красті має бути не нижчим з 50 відсотків глядачів, а рейтинги шоу тримаються у межах 50.4-51.7 відсотіків (серія «Останній виступ Красті», комікс 089). Часом Крсті з ганьбою виганяють з шоу, або у одному з коміксів він йде працювати лікарем (комікс 071), то лишає шоу на Мела і рейтинг падає до 22. 3 відсотки, щоправда Красті вдається повернути довіру глядачів. Також рейтинг шоу підвищується, коли Другий номер Боб намагається вбити Барта або Красті.

### Око на Спрингфілд
Око на Спрингфілд — популярне шоу на 6 каналі з головним ведучим Кентом Брокманом. Зазвичай, такі програми не тривають довго (всередньому 10 хвилин). Емблема шоу — червоне око з англійським надписом «Eye on Springfield». Перед початком демонструються ролики з застарілими випусками програми протягом 6-7 секунд.
Шоу показується тільки у місті Спрингфілд та розраховано на відносно невелику аудиторію, хоча у місті з 65-тисячним населенням користується значною увагою. У родині Сімпсонів це шоу теж охоче дивляться, особливо Ліса, бо передача має пізнавальний характер і зазвичай там показються програми, пов'язані зі Спрингфілдом та його географічним положенням.
Дуже часто, на початку серії це слугує відкриттям. Кент починає шоу з традиційного «З вами Кент Брокман та шоу Око на Спрингфілд». На задньому плані показані або репортери, або позуючі жінки, хоча це очевидно робиться навмисно. Іноді програма ведеться у студії, проте таке буває украй рідко. Також на цьому каналі часто з'являється Ліса Сімпсон з її акціями по захисту навколишнього середовища.
Зазвичай, місце проведення програми міняється, але найчастіше, це будинки багатих людей (іноді реальних), а також з заміських кутків штату Спрингфілд.

### Смартлінія
Смартлінія — шоу на 6 каналі, ведучий шоу Кент Брокман. Смартлайн пародіює реальні культурні шоу, де розповідається про музеї, пам'ятки архітектури тощо, щоправда насправді це шоу мало присвячене освіті та культурі і зазвичай висвітлює проблеми місцевого населення а також цікаві факти з життя мешканців Спрингфілда. Емблемою програми є червона лінія на телевізорі у студії Кента, що здіймається догори.
На цьому шоу побував ледь не кожен житель Спрингфілда, на цьому шоу дуже часто виступала і Ліса, і Гомер, і Барт, і Фландерс (серія «Кенте, ти завжди кажеш, що хочеш») та решта мешканців Спрингфілда. Наприклад, коли Гомер відкриває церкву для одруження геїв і лесбійок у серії «Є дещо про весілля», то він і Отець Лавджой йдуть на програму, щоб вирішити проблему, де Кент зазвичай їх розпитує про їхні подальші плани.
Програма йде приблизно о 20:00 (зазвичай вже пізній вечір, коли Сімпсони дивляться цю передачу), і йде щодня без повторів.

### 3 копійки
На англійській my 2 cents (українській переклад зробив інший дубляж, уподібнивши «3 копійки»  до популярного українського ток-шоу «П'ять копійок») — телешоу на 6 каналі, що йде після випуску новин. Програма теж ведеться Кентом. Емблема шоу — 3 мідних монетки з надписом програми унизу на сіро-синьому фоні. Уперше програма з'являється у серії «Гомера визначено» (де Гомер рятує Спрингфілдську АЕС від вибуху ядерного реактора. Шоу має місцевий характер, тобто показується для невеликої аудиторії глядачів, як жителі міста Спрингфілд.
Найчастіше, на ток-шоу виступають різні жителі міста Спрингфілд, які обговорюють свої власні, або чиїсь інші проблеми у студії 6 каналу (наприклад коли Луан ван Гутен приводить свого сина Мілгауса на шоу та розповідає про його енурез). Також жителі Спрингфілда досить часто розповідають плітки та дивуючі новини про своїх друзів, родичів чи знайомих.

### Не можу повірити, але вони це відкрили!
Не можу повірити, але вони це відкрили! — вечірня передача на 6 каналі, що розповідає про найдивовижніші винаходи у Спрингфілді, учасниками ток-шоу є також жителі Спрингфілда, найчастіше — 39-річний «божевільний» вчений-невдаха
професор Фрінк, який щопрограми привозить із собою нові винаходи, які крім недовготривалого інтересу, попиту не викликають.
Ведучим шоу свого часу був Трой МакКлур, але зі смертю Філа Гартмана, який його озвучував і персонаж пропав, і шоу ведуть інші люди. На передачі дуже часто подаються неймовірні наукові факти: пес, який нічого не вміє робити, або чоловік, який не має обличчя.
Передача демонструється ввечері на 6 каналі і має емблему «Не можу повірити, але вони це відкрили» на фіолетовому фоні.

## Радіо

### KBBL FM
KBBL-FM — місцева популярна радіостанція на частоті 102.5 ФМ (серія «Батьки у відповіді»). Символом радіо є пінгвін з сонцезахисними окулярами (показано у серії «Батьки у відповіді»). Радіовіщення станції охоплює Спрингфілд та Шелбівіль.
На станції найвідоміщі робочі — 35-річні Білл та Марті, які проводять конкурси та ведуть програми вранці. Дуже часто, їхні програми узагалі не мають змісту або розігрують дивні призи, як слон, якого через суд добився Барт (серія «Барть отримує слона»). У зв'язку з тим, що Марті набагато невдаліший ведучий, ніж Білл, його майже повністю замінено на машину Ді-Джей 3000 — робот має у запису численні балачки «ні-про-що» а також може виконувати розпорядження радіо-конкурсів, на які досить часто ведуться жителді Спрингфілда, але більшість призів нереальні і вони не завжди належної якості.
На KBBL демонструється як стара, так і сучасна музика а іноді і телепередачі з 6 каналу (новини з Кентом Брокменом або Смартлінія) для тих людей, що не мають телевізорів (у епізоді «Поганий Гомер» було показано Віллі, який слухав новини з Кентом Брокманом по радіо, бо не мав телевізора).
Як і місцеві телеканали, KBBL повністю необмежений цензурою та там досить часто вживається мат. 26-річний ведучий Джеррі Грубіян веде власну програму, де ставить непристойні запитання запрошеним людям, наприклад у 11 сезоні, коли Гомер та Бернс хотіли спіймати Лох-Неське чудовисько, Джеррі питався у Бернса яка довжина його фаллоса і скільки разів Бернс ходить до туалету, на що Бернс відповів «Разів 40, а що?». До того ж, на радіостанцію подавали у суд та у 15 сезоні «Фальсифіковані новини» Бернс купує KBBL, але потім здає через небажання платити податки.